# Delice Michel August Kruijen
Delice Michel August Kruijen (Nieuwstadt, 3 mei 1898 – Sittard, 14 maart 1971) was een Nederlands politicus.
Hij werd geboren als zoon van Arnoldus Josephus Justus Hubertus Kruijen (1867-1949; bierbrouwer) en Eleonora Henrika Hubertina Quix (1868-1946). Hij ging in Maastricht naar de hbs en werd in 1916 volontair bij de gemeentesecretarie van Sittard. Een jaar later werd hij daar benoemd tot klerk tweede klasse en in 1920 had hij het al gebracht tot adjunct-commies. Vanaf 1927 gaf Kruijen als commies leiding aan de afdeling Sociale wetgeving, Onderwijs en Woningbouw. Hij werd begin 1929 benoemd tot burgemeester van Schinnen wat hij tot zijn pensionering in 1963 zou blijven. Kruijen overleed in 1971 op 72-jarige leeftijd in het ziekenhuis van Sittard.